# تپه قلعه کهنه ابراهیم‌آباد
تپه قلعه کهنه ابراهیم‌آباد در شهرستان دیواندره، بخش سارال، روستای ابراهیم‌آباد واقع شده و این اثر در تاریخ ۲۴ فروردین ۱۳۸۲ با شمارهٔ ثبت ۸۰۲۵ به‌عنوان یکی از آثار ملی ایران به ثبت رسیده‌است.